# Évelyne Lever
Pour les articles homonymes, voir Lever.
Évelyne Lever, née Saive en 1944, est une historienne française.

## Biographie
Elle épouse en 1971 l'historien Maurice Lever.
Elle occupa la fonction d'ingénieur de recherche au CNRS et devient spécialiste de l'histoire du XVIIIe siècle. Elle est aussi l'auteur de nombreux livres sur la vie de Marie-Antoinette et de Louis XVI.
Passionnée par la vie de certaines femmes du XVIIIe siècle (comme la favorite de Louis XV, Madame de Pompadour), Évelyne Lever retrace leurs parcours dans certaines de ses œuvres .
Son ouvrage Marie-Antoinette : la Dernière Reine devait à l'origine être la base du film Marie-Antoinette de Sofia Coppola, avant sa décision finale d'utiliser plutôt Marie Antoinette: The Journey (en) d'Antonia Fraser. 
L'Académie des sciences morales et politiques lui décerne le prix Madeleine-Laurain-Portemer en 2013 pour l’ensemble de son œuvre. 
Membre du Haut comité des commémorations nationales, elle en démissionne, avec neuf autres membres sur douze, par une lettre collective publiée dans Le Monde en mars 2018. Ils protestent ainsi contre la décision de la ministre de la culture, Françoise Nyssen, de retirer le nom de Charles Maurras du Livre des commémorations nationales 2018, alors que ce choix avait été préalablement validé,,.

## ÉmissionSecrets d'Histoire
En tant que spécialiste de la Renaissance et de l'Ancien Régime, elle participe régulièrement à des émissions historiques, notamment Secrets d'Histoire, présentée par Stéphane Bern. Elle a ainsi collaboré aux numéros suivants :

## Publications
- Histoire de la guerre d'Algérie : 1954-1962, en collaboration avec Bernard Droz, Paris, Le Seuil, 1982, 375 p.  (ISBN 2-02-006100-7) [éd. revue et augmentée en 1991].
- Louis XVI, Paris, Fayard, 1991, 695 p.  (ISBN 2-213-01545-7).
- Louis XVIII, Paris, Fayard, 1988, 597 p.  (ISBN 2-213-02029-9) [ISBN rectifié].

- Prix Eugène-Piccard 1989 de l'Académie française.
- Marie-Antoinette, Fayard, Paris, 1991  (ISBN 2213026599).
- Mémoires du baron de Breteuil, édition critique, Paris, François Bourin, 1992.
- Marie-Antoinette : La Dernière Reine, coll. « Découvertes Gallimard / Histoire » (no 402). Paris, Gallimard, 2000 (traduit en japonais, 2001).
- Marie Antoinette: The Last Queen of France, New York, Farrar Straus Giroux, 2000.
- Madame de Pompadour: A Life, (avec) Catherine Temerson, trad. par Catherine Temerson, St. Martin's Press, 2003, 320 p.
- L'Affaire du Collier, Fayard, 2004, 436 p.
- Les dernières noces de la monarchie. Louis XVI et Marie-Antoinette, Fayard, 2005.
- C'était Marie-Antoinette, Fayard, 2006
- Marie-Antoinette, correspondance (1770-1793), édition établie et présentée par Évelyne Lever,
- Marie-Antoinette, adaptation libre de la correspondance par Évelyne Lever, TriArtis, coll. Scènes Intempestives, 2007, 64 p.
- Marie-Antoinette : Journal d'une reine, Tallandier, coll. « Texto », 2008, 332 p.
- Le Chevalier d’Eon : « Une vie sans queue ni tête » , avec Maurice Lever, Fayard, 2009, 384 p.
- Marquis de Bombelles, Marquise de Bombelles, Lettres intimes (1778-1782) : Que je suis heureuse d'être ta femme, préface par Évelyne Lever, Tallandier, 2009, 570 p.
- Le Temps des illusions : Chroniques de la Cour et de la Ville, 1715-1756, Fayard, 2012, 439 p.
- Le Crépuscule des rois : Chronique 1757-1789, Fayard, 2013, 484 p.
- Dictionnaire amoureux des reines, Plon, 2017, 624 p.
- Paris sous la Terreur, Fayard, 2019.

- Prix Guizot 2020 de l'Académie française.
- Le grand amour de Marie-Antoinette : Lettres secrètes de la reine et du comte de Fersen, Paris/impr. en Italie, Éditions Tallandier, 2020, 384 p., 14,5 x 21,5 cm (ISBN 979-10-210-4304-6, présentation en ligne).